# فحص عشوائي

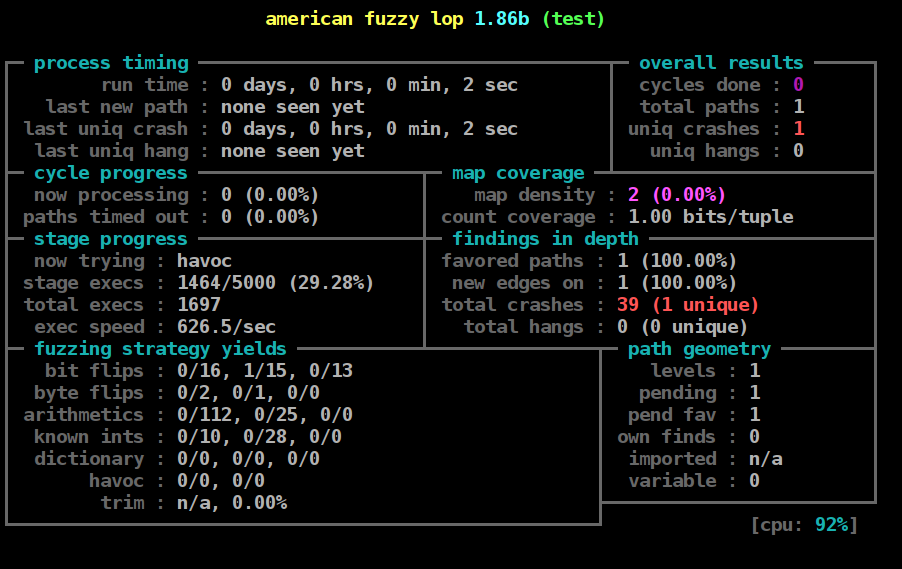

فحص عشوائي أو فازينق (بالإنجليزية: Fuzz testing)‏ هي طريقة تستخدم للفحص عن المشاكل الأمنية التي تحدث نتيجة الاخطاء في الترميز أو الثغرات الأمنية سواء كانت في النظام أو في البرامج المستخدمة أو الشبكات من خلال إرسال أو إدخال كمية ضخمة جداً من البيانات العشوائية إلى تطبيقات مختلفة أو إلى الإنترنت. كما قد تم تطويره من قبل بارتون ميلر في جامعة ويسكونسن في عام 1989 م.
الفحص العشوائي قد يكون آلي أو شبة آلي كما أنه يعمل بشكل فعال في التعامل مع التهديدات الأمنية التي تؤدي إلى تحطيم البرامج مثل هجمات الحرمان من الخدمة، أو اختراق البرامج النصية عبر الموقع التي غالبا تحدث من خلال القراصنة. وكذلك يكون بصورة أقل فعالية في التعامل مع التهديدات التي من الممكن أن لا تؤدي إلى تدمير التطبيقات مثل برامج التجسس أو الفيروسات أو أحصنة الطروادة.

## تاريخ
جاءت كلمة "زغب" من مشروع دراسي في خريف عام 1988 في دورة الدراسات العليا لأنظمة التشغيل المتقدمة للبروفيسور بارتون ميلر (CS736) في جامعة ويسكونسن. تم نشر نتائج المشروع في نهاية المطاف في عام 1990. لتنفيذ وسيطات سطر الأوامر والاختبار الغامض على تطبيق UNIX المصمم لإنتاج مدخلات عشوائية تلقائيًا. كان الهدف من البحث هو تقييم مدى موثوقية تطبيقات سطر أوامر UNIX من خلال إطلاق عدد كبير من المدخلات العشوائية بسرعة متوالية حتى تعطل البرامج. وفي ما بين 25 إلى 33% من المرافق التي اختبرها فريق ميلر، كانت قادرة على الفشل.
بعد ذلك، قاموا بتصنيف كل فشل وجدوه وإصلاح كل فشل للتأكد من السبب الجذري له. لقد تم توفير الكود المصدري للأدوات، وبروتوكولات الاختبار، وبيانات النتائج الأولى للجمهور لتمكين الباحثين الآخرين من إجراء دراسات قابلة للمقارنة باستخدام برامج مختلفة. وسوف نشير الآن إلى هذا التشويش المبكر على أنه الصندوق الأسود، والتشويش الأجيالي، والتشويش غير المنظم.

## اختبار عشوائي مبكر
في الخمسينيات من القرن الماضي، عندما كانت البيانات لا تزال محفوظة في البطاقات المثقوبة، تم اختبار البرامج باستخدام مدخلات عشوائية. مجموعات من البطاقات أو البطاقات المثقوبة التي أخرجوها من سلة المهملات. يشير السلوك غير المرغوب فيه أثناء التنفيذ إلى وجود خلل.